# Installation de stockage de déchets non dangereux
Pour un article plus général, voir Décharge (déchet).
En France, une installation de stockage de déchets non dangereux (ISDND) (ex- « décharge de classe 2 ») est une installation classée pour la protection de l'environnement (ICPE) qui élimine des déchets non dangereux par dépôt ou enfouissement sur ou dans la terre.

## Classement ICPE
Les installations de stockage de déchets non dangereux sont concernées par la rubrique no 2760-2 de la nomenclature des installations classées et sont soumises à autorisation préfectorale. Cette autorisation est délivrée sous la forme d'un arrêté préfectoral qui impose à l'exploitant le respect d'un certain nombre de prescriptions techniques qui visent à minimiser l'impact environnemental de l'installation et qui sont notamment issues de l'arrêté ministériel du 15 février 2016.
Il est à noter que si les déchets stockés sont uniquement des déchets non dangereux inertes, les installations sont appelées « installations de stockage de déchets inertes » (ISDI) et sont alors classées sous la rubrique no 2760-3.
L'instruction de la demande d'autorisation d'exploiter ainsi que le contrôle du respect des prescriptions imposées est réalisé par l'inspection des installations classées.

## Sécurisation environnementale
Pour diminuer les risques de diffusion de polluants dans l'environnement (eau, air, sol, écosystèmes) des barrières d'étanchéités sont généralement imposées.
En France un Arrêté Ministériel du 9 septembre 1997 (mis à jour le 19 janvier 2006), impose la mise en place d’un système d’étanchéité en fond et flancs d’alvéoles d’installation de stockage de déchets (ISDND) ; il s'agit généralement d'une géomembrane généralement en polyéthylène haute densité (PEHD) considéré comme résistant et d'une grande inertie chimique
et biologique, en réalité composées de différents types de résines à bases de polyéthylène (PEHD ou PEBD ou PEBDL), auxquelles sont ajoutées divers additifs. La durée de vie ces membranes ne peut pas être évaluée précisément,.

## ISDND et méthane
Plus les ISDND contiennent de matière organique, plus elles produisent (selon leur âge et le taux d'humidité de la décharge) spontanément du biogaz, qui contient notamment du méthane.
Ce gaz à effet de serre a longtemps été récupéré et brûlé ou le plus souvent relargué dans l'atmosphère et le milieu naturel. Dans le monde 10 millions de mètres cubes par heure de décharges seraient ainsi perdus dans l'atmosphère ou au mieux brûlés (équivalent de la consommation gazière annuelle d'un pays comme la France). Il peut être valorisé énergétiquement pour produire de la chaleur et/ou de l'électricité, de la vapeur ou de l'énergie mécanique sur place, ou injecté dans le réseau de gaz après transformation en biométhane (biogaz épuré).
Un frein et un verrou à la valorisation de ces biogaz en électricité était respectivement leur teneur en  sulfure d’hydrogène (H2S) et leur teneur en COVSi  (Composés Organiques Volatils du Silicium, plus communément dénommés siloxanes) qui forment des dépôts abrasifs dégradant prématurément les moteurs des génératrices d'électricité.
Avec le H2S, les siloxanes dégradent la rentabilité économique de la récupération du biogaz de décharge.
La teneur en COVSi des gaz de décharge et leur nature précise ont en outre longtemps été difficiles à analyser (jusque vers 2005) puis des analyses (élémentaire, par diffraction de rayons X, microcalorimétrie et microscopie électronique), y compris des COVSi ont précisé la nature des contaminants du gaz de décharge qui dégradent les moteurs.
Ces contaminants siliceux ont dans les années 2000 été étudiés en laboratoire pour les « mécanismes de dégradation bio-physico-chimique des silicones » qui en sont la source.
On a aussi étudié le rôle du pH, des cations et du contexte biologique sur la dégradation d'huiles silicones. Les teneurs en COVSi de boues de stations d'épuration (STEP) et des biogaz qu'elles produisent ont aussi été étudiées grâce à une nouvelle méthode d’analyse des COVSi, méthode qui a conduit à démontrer que la nature des COVSi dépend beaucoup du type de déchets organiques impliqués dans la méthanisation. Une étude de 2008 porte sur la production et de la consommation des silicones et leur répartition en fin de vie selon les deux filières d’élimination.
Les performances de divers types de charbons actifs ont été comparées en laboratoire et in situ et de nouveaux procédés d'épuration des gaz de décharge ont émergé tels que la Waga-box ont été récemment (années 2010) mis au point permettant la production d'un biométhane pur à plus de 98% que l'on peut alors directement valoriser sur place ou injecter dans le réseau gazier. Cet outil, mis au point par une Start-Up iséroise (Waga-Energy, créée en 2015 à Meylan) combine une filtration sur membrane et une distillation cryogénique ; elle a été testée à Saint-Florentin dans l’Yonne (site Coved) puis à Troyes et à Saint-Maximin dans l’Oise sur 2 ISDND qui ont ainsi pu injecter dans le réseau du biométhane pur à plus de 98%. Des projets concernent au moins 2 autres centres de stockage du Loiret et de Meurthe-et-Moselle.
Comme il est généralement difficile de prélever des échantillons de biogaz en différents points représentatifs de la décharge, on cherche à se baser sur les caractéristiques physico-chimiques d’un dépôt (notamment son pouvoir méthanogène) pour prédire la qualité du biogaz qu'il produira (et donc pour dimensionner les besoins en épuration des COVSi et du H2S). Au début des années 2010, un réacteur de traitement gaz-liquide a été testé sur biogaz réel pour en apprécier les performances vis-à-vis de certains COVSi.
Des moyens de conjointement purifier le biogaz de ses siloxanes et de son H2S sont recherchés. Le transfert gaz-liquide dans des huiles et l'adsorption sur charbon actif semblent complémentaires : l'huile absorbant les fortes doses puis le charbon actif adsorbe les traces restantes. La physi-adsorption du H2S sur charbon actif en tissu pré-humidifié pouvant être régénéré un certain nombre de fois in situ (par chauffage électrique direct et mise en dépression du réacteur, sans besoin de haute température ou forte différence de pression) a aussi été étudiée.

## Amiante
Seuls les déchets d'amiante liés à  des matériaux inertes (ex : amiante-ciment, terres amiantifères, agrégats d’enrobés contenant de l’amiante) peuvent être éliminés dans des installations de stockage de déchets non dangereux, à condition d'être uniquement entreposés dans des alvéoles spécifiques.
Les déchets amiantés non-inertes (ex : dalles vinyl-amiante) ou les déchets d’amiante non-liés (ex : déchets de flocage, équipements de désamiantage contaminés...) doivent être éliminés dans des installations de stockage de déchets dangereux (ISDD),.